# Académie bavaroise des sciences
 (août 2022).
L'Académie bavaroise des sciences (en allemand : Bayerische Akademie der Wissenschaften) est une société savante dont le siège est à Munich. Ses membres sont des chercheurs et des universitaires qui se rencontrent pour améliorer les connaissances dans leurs domaines respectifs. L'objectif général de l'académie est de favoriser les rencontres entre les représentants des diverses disciplines et de promouvoir leur coopération.

## Historique
L'Académie bavaroise des sciences a été fondée par Maximilien III Joseph de Bavière en 1759.

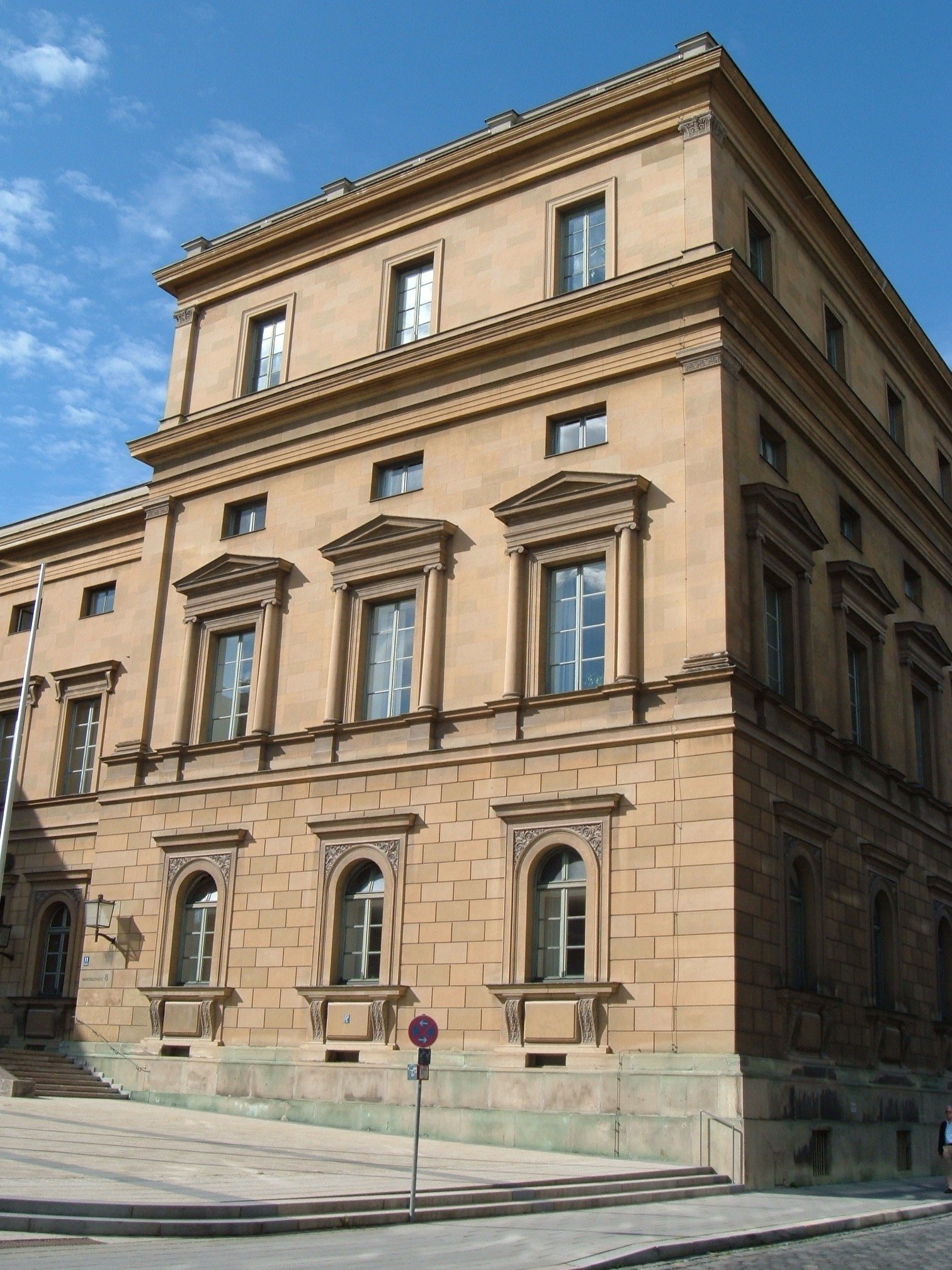
L'Académie bavaroise des sciences à Munich.

En 2009, elle a fêté ses 250 ans.
À l'origine, l'Académie bavaroise des sciences était scindée en deux sections, l'une réservée à l'histoire et à la philosophie, l'autre aux mathématiques et à la physique.
Depuis 1783 elle a son siège dans les bâtiments de l'ancienne académie de Munich, où se tenait à l'origine le collège des Jésuites.
Sven Hedin en janvier 1943 a reçu la médaille d'or de l'Académie bavaroise des sciences.
Pendant la Seconde Guerre mondiale, les locaux de l'Académie bavaroise des sciences furent bombardés et détruits.

## Présidence
Le premier président était le président de la Commission de la Monnaie et des Mines, Sigmund, comte de Haimhausen (de). Parmi les autres présidents figurent Friedrich Heinrich Jacobi, Friedrich Wilhelm von Schelling, Justus von Liebig, Ignaz von Döllinger, Max von Pettenkofer et Walther Meißner.
Depuis le 1er janvier 2011, son président est le mathématicien Karl-Heinz Hoffmann.

## Commissions

### Commissions des mathématiques et des sciences naturelles
- Commission pour la publication des œuvres de Johannes Kepler
- Commission pour l'informatique au Leibniz Rechenzentrum
- Commission sur la physique à basse température de l'Institut Walther Meissner (WMI)
- Commission sur l'écologie
- Commission de glaciologie
- Commission sur la géomorphologie
- Commission pour la recherche haute pression géo-scientifique
- Commission bavaroise pour la géodésie Internationale
- Commission allemande de géodésie
- Commission Neuroscience sensorielle et motrice chez les humains et les machines

### Commissions de la philosophie et de l'histoire
- Commission historique à l'Académie bavaroise des sciences
- Commission sur l'histoire bavaroise avec l'Institut du folklore
- Commission pour la publication du Thesaurus Linguae Latinae
- Commission pour la publication d'un dictionnaire de latin médiéval
- Commission pour le Projet de recherche dialectale avec le dictionnaire bavarois et le dictionnaire de Francie orientale
- Commission des études d'Asie centrale et extrême-orientale
- Commission de l'histoire de la musique
- Commission pour le Corpus vasorum antiquorum (Eduard Woelfflin)

### Commissions scientifiques
- Commission pour la recherche sur la montagne
- Commission pour l'Histoire des Sciences
- Forum de la Commission de la technologie

## Personnalités célèbres

### Membres connus
Dans chaque classe, le nombre de membres ordinaires est limité à 45 et le nombre de membres correspondants est limité à 80. Toutefois, les membres ordinaires âgés de 70 ans ou plus ne sont pas pris en compte dans cette limite ; le nombre de membres ordinaires est donc généralement d'environ 120.
Au cours de son histoire, l'académie a eu de nombreux membres réputés dont Johann Wolfgang von Goethe, les frères Grimm , Theodor Mommsen, Anthimos Gazis, Alexander et Wilhelm von Humboldt, Kurt Sethe, Max Planck, Otto Hahn, Albert Einstein, Max Weber, Werner Heisenberg et Adolf Butenandt.
Les premières femmes ont été admises comme membres à part entière de l'académie en 1995, et notamment la généticienne Regine Kahmann (de) et la linguiste indo-européenne Johanna Narten (de).
Membres (sélection)
- Jean de Witte,
- Hans-Georg Beck (de),
- Otto Braun-Falco (de),
- Adolf Butenandt,
- Constantin Carathéodory,
- Franz Dölger,
- Albert Einstein,
- Joseph von Fraunhofer (1823),
- Johann Wolfgang von Goethe,
- les frères Grimm,
- Otto Hahn,
- Karl Theodor von Heigel (en),
- Werner Heisenberg,
- Alexander von Humboldt,
- Wilhelm von Humboldt,
- Werner Jaeger,
- Aris Konstantinidis (en),
- Konrad Mannert,
- Theodor Mommsen,
- Max Planck,
- Erich Preiser (de),
- Alfred Pringsheim,
- Kurt Sethe,
- Arnold Sommerfeld,
- Bernhard Studer,
- Max Weber,
- Lorenz von Westenrieder (en),
- Eduard Woelfflin.

### Présidents
| Identité                                              | Période          | Période          | Durée  |
| Identité                                              | Début            | Fin              | Durée  |
| ----------------------------------------------------- | ---------------- | ---------------- | ------ |
| Siegmund Haimhausen (en) (1708 - 1793)                | 1759             | 1761             | 2 ans  |
| Joseph Franz Maria Ignaz Seinsheim (d) (1707 - 1787)  | 1761             | 1762             | 1 an   |
| Maximilian Emanuel Törring (d) (1715 - 1773)          | 1762             | 1768             | 6 ans  |
| Johann Joseph von Baumgarten (d) (1713 - 1772)        | 1768             | 1769             | 1 an   |
| Siegmund Haimhausen (en) (1708 - 1793)                | 1771             | 1779             | 8 ans  |
| Joseph Franz Maria Ignaz Seinsheim (d) (1707 - 1787)  | 1779             | 1787             | 8 ans  |
| Siegmund Haimhausen (en) (1708 - 1793)                | 1787             | 1793             | 6 ans  |
| Anton Clemens von Toerring-Seefeld (en) (1725 - 1812) | 1793             | 1807             | 14 ans |
| Friedrich Heinrich Jacobi (1743 - 1819)               | 1807             | 1812             | 5 ans  |
| Friedrich Wilhelm Joseph von Schelling (1775 - 1854)  | 1827             | 1842             | 15 ans |
| Maximilian Prokop von Freyberg (d) (1789 - 1851)      | 1842             | 1848             | 6 ans  |
| Friedrich Thiersch (1784 - 1860)                      | 1848             | 1859             | 11 ans |
| Justus von Liebig (1803 - 1873)                       | 1859             | 1873             | 14 ans |
| Ignaz von Döllinger (1799 - 1890)                     | 1873             | 1890             | 17 ans |
| Max Joseph von Pettenkofer (1818 - 1901)              | 1890             | 1899             | 9 ans  |
| Karl Alfred von Zittel (1839 - 1904)                  | 1899             | 1904             | 5 ans  |
| Karl Theodor von Heigel (en) (1842 - 1915)            | 1904             | 1915             | 11 ans |
| Otto Crusius (en) (1857 - 1918)                       | 1915             | 1918             | 3 ans  |
| Hugo von Seeliger (1849 - 1924)                       | 1919             | 1923             | 4 ans  |
| Max von Gruber (en) (1853 - 1927)                     | 1924             | 1927             | 3 ans  |
| Eduard Schwartz (1858 - 1940)                         | 1927             | 1930             | 3 ans  |
| Karl Immanuel Eberhard Goebel (1855 - 1932)           | 1930             | 1932             | 2 ans  |
| Leopold Wenger (en) (1874 - 1953)                     | 1932             | 1935             | 3 ans  |
| Karl Alexander von Müller (en) (1882 - 1964)          | 1936             | 1944             | 8 ans  |
| Mariano San Nicolò (d) (1887 - 1955)                  | 1944             | 1945             | 1 an   |
| Walther Meißner (1882 - 1974)                         | 1946             | 1950             | 4 ans  |
| Heinrich Mitteis (d) (1889 - 1952)                    | 1950             | 1952             | 2 ans  |
| Richard Wagner (d) (1893 - 1970)                      | 1952             | 1956             | 4 ans  |
| Friedrich Baethgen (1890 - 1972)                      | 1956             | 1964             | 8 ans  |
| Robert Sauer (en) (1898 - 1970)                       | 1964             | 1970             | 6 ans  |
| Joseph Franz Maria Ignaz Seinsheim (d) (1707 - 1787)  | 1969             | 1971             | 2 ans  |
| Hans Raupach (d) (1903 - 1997)                        | 1970             | 1979             | 9 ans  |
| Walter Rollwagen (d) (1909 - 1993)                    | 1977             | 1979             | 2 ans  |
| Herbert Franke (1914 - 2011)                          | 1980             | 1985             | 5 ans  |
| Arnulf Schlüter (d) (1922 - 2011)                     | 1986             | 1991             | 5 ans  |
| Horst Fuhrmann (1926 - 2011)                          | 1992             | 1997             | 5 ans  |
| Heinrich Nöth (d) (1928 - 2015)                       | 1998             | 2005             | 7 ans  |
| Dietmar Willoweit (d) (1936 - 2023)                   | 2006             | 2010             | 4 ans  |
| Karl-Heinz Hoffmann (né en 1939)                      | 2011             | 31 décembre 2016 | 5 ans  |
| Thomas O. Höllmann (d) (né en 1952)                   | 1er janvier 2017 | 2022             | 5 ans  |
| Markus Schwaiger (d) (né en 1950)                     | 1er janvier 2023 |                  |        |

## Articles liés
- Académie des sciences de Berlin-Brandebourg
- Académie des sciences de Göttingen
- Académie des sciences de  Heidelberg
- Académie des sciences et des lettres de Mayence
- Académie des sciences et des arts de Rhénanie-du-Nord-Westphalie
- Académie des sciences de Saxe
- Académie des sciences à Hambourg
- Union des académies des sciences allemandes
- Leopoldina